# Shandel Samuel
Shandel Samuel (Kingstown, 26 aprile 1984) è un ex calciatore sanvincentino, di ruolo attaccante.
Tra le qualificazioni e la fase finale della Coppa dei Caraibi 2007 segnò ben 10 reti con la maglia della Vincy Heat. È il calciatore sanvincentino più rappresentativo, primatista in termini sia di presenze sia di reti con la sua nazionale.

## Carriera

### Club
Samuel ha iniziato la sua carriera calcistica in patria nel System 3 FC in cui ha trascorso quattro stagioni. Dopo aver trascorso una stagione in Malaysia nel Kedah FA si trasferisce nelle Trinidad e Tobago per giocare nel North East Stars, nel San Juan Jabloteh e nel Ma Pau SC, in cui gioca attualmente.
Il suo valore di mercato si aggira intorno ai 75000 €.

### Nazionale
Dal 2001 fa parte della nazionale, di cui è il capocannoniere con 17 gol segnati, 10 dei quali nella Coppa dei Caraibi 2007.